# Hemyda vittata
Hemyda vittata är en tvåvingeart som först beskrevs av Johann Wilhelm Meigen 1824.  Hemyda vittata ingår i släktet Hemyda och familjen parasitflugor. Arten är reproducerande i Sverige. Inga underarter finns listade i Catalogue of Life.